# Случайно обхождане
Случайното блуждаене е математическа формулировка на траектория, която се състои от взимане на последователни случайни стъпки. Резултати от анализ на случайно блуждаене са били приложени в компютърната наука, физиката, екологията, икономиката и голямо число други области като основен модел на случайни процеси във времето.